# Marco Baldauf (Schachspieler)
Marco Baldauf (* 14. Juni 1990 in Rosenheim) ist ein deutscher Schachspieler.
Im Herbst 2013 zog er von München nach Berlin. Seit August 2014 trägt er den Titel Internationaler Meister, seit August 2019 den Titel Großmeister.
In Deutschland spielte Baldauf bis 2015 für die SG Pang/Rosenheim, seit der Saison 2015/16 spielt er in der 1. Bundesliga für die Schachfreunde Berlin, mit denen er auch 2016 am European Club Cup teilnahm. In der österreichischen Schachbundesliga spielt er für den SK Hohenems.

## Elo-Entwicklung
| Hier fehlt eine Grafik, die leider im Moment aus technischen Gründen nicht angezeigt werden kann. Wir arbeiten daran! |